# Viện Tài nguyên và Môi trường biển
Viện Tài nguyên và Môi trường biển (tên giao dịch tiếng Anh: Institute of Marine Environment and Resources) là viện trực thuộc Viện Hàn lâm Khoa học và Công nghệ Việt Nam, có chức năng nghiên cứu khoa học cơ bản, nghiên cứu triển khai, ứng dựng công nghệ, tư vấn và đào tạo cán bộ khoa học về các lĩnh vực tài nguyên - môi trường biển, vùng bờ biển và hải đảo. Đây là cơ sở nghiên cứu biển đầu tiên ở phía Bắc Việt Nam và là một trong ba viện đầu tiên của Viện Khoa học Việt Nam khi Viện này mới thành lập vào năm 1975. Sau khi đất nước thống nhất, vào năm 1976 một bộ phận lớn cán bộ khoa học của Viện di chuyển vào Nha Trang để tiếp quản Viện Hải dương học. Viện Tài nguyên và Môi trường biển (từ tháng 6 năm 2008) trở thành viện nghiên cứu cấp quốc gia trực thuộc Viện Hàn lâm Khoa học và Công nghệ Việt Nam theo Nghị định số 62/2008/NĐ-CP ngày 12 tháng 5 năm 2008 của Chính phủ Việt Nam.
Viện Tài nguyên và Môi trường biển có các lĩnh vực hoạt động chính là điều tra, nghiên cứu cơ bản vùng biển, bờ biển, hải đảo của Việt Nam; nghiên cứu, triển khai và ứng dụng công nghệ biển; hoạt động tư vấn, dịch vụ và chuyển giao công nghệ; xây dựng và phát triển bảo tàng hải dương học, cơ sở dữ liệu biển và đào tạo chuyên gia trong lĩnh vực tài nguyên và môi trường biển.

## Cơ cấu
Nguồn:

### Ban lãnh đạo
Gồm một Viện trưởng và Phó Viện trưởng:
- Viện trưởng: PGS.TS. Nguyễn Văn Quân
- Phó viện trưởng: TS. Nguyễn Văn Thảo
- Phó viện trưởng: TS. Đỗ Mạnh Hào
- Phó viện trưởng: TS. Nguyễn Đăng Ngải

### Hội đồng khoa học
Hội đồng khoa học của Viện Tài nguyên và Môi trường biển gồm các thành viên được Chủ tịch của cơ quan chủ quản là Viện Hàn lâm Khoa học và Công nghệ Việt Nam quyết định dựa trên đề xuất của Viện Tài nguyên và Môi trường biển. Các chức danh Chủ tịch, Phó Chủ tịch, Thư ký và các thành viên hội đồng được bầu theo quy định của Viện Hàn lâm Khoa học và Công nghệ Việt Nam.
- Chủ tịch Hội đồng khoa học: GS.TS. Đỗ Công Thung
- Phó Chủ tịch Hội đồng khoa học: TS. Nguyễn Văn Thảo
- Thư ký: TS. Đỗ Mạnh Hào.
- Thành viên Hội đồng: GS.TS. Trần Đức Thạnh, PGS.TS. Nguyễn Văn Quân, PGS. TS. Đàm Đức Tiến, PGS.TS.Trần Đình Lân, TS. Đặng Hoài Nhơn, TS. Chu Văn Thuộc,  TS. Nguyễn Đăng Ngải, TS. Dương Thanh Nghị, TS. Trần Anh Tú; TS. Cao Thị Thu Trang, TS. Vũ Duy Vĩnh, TS. Phạm Thế Thư, .

## Lịch sử tên gọi
Viện đã có một số lần thay đổi tên và cơ quan chủ quản:
| Năm đổi tên/đổi cơ quan chủ quản | Tên gọi                               | Cơ quan chủ quản                            |
| -------------------------------- | ------------------------------------- | ------------------------------------------- |
| 1959                             | Đội điều tra Hải dương                | Ủy ban Khoa học và Kỹ thuật Nhà nước        |
| 1961                             | Trạm Nghiên cứu Biển                  | Ủy ban Khoa học và Kỹ thuật Nhà nước        |
| 1967                             | Viện Nghiên cứu Biển                  | Ủy ban Khoa học và Kỹ thuật Nhà nước        |
| 1976                             | Trạm nghiên cứu Vịnh Bắc Bộ           | Viện Hải Dương học                          |
| 1989                             | Trung tâm Nghiên cứu Biển Hải Phòng   | Viện Khoa học Việt Nam                      |
| 1993                             | Phân viện Hải dương học tại Hải Phòng | Viện Hải dương học                          |
| 2005                             | Viện Tài nguyên và Môi trường biển    | Viện Khoa học và Công nghệ Việt Nam         |
| Tháng 6, 2008                    | Viện Tài nguyên và Môi trường biển    | Viện Khoa học và Công nghệ Việt Nam         |
| 2013                             | Viện Tài nguyên và Môi trường biển    | Viện Hàn lâm Khoa học và Công nghệ Việt Nam |

## Sách chuyên khảo
Nguyễn Văn Quân, Nguyễn Thị Thu, Chu Thế Cường, Nguyễn Đức Thế, Đàm Đức Tiến, Trần Đức Thạnh, Vũ Duy Vĩnh, Đặng Hoài Nhơn, Nguyễn Đắc Vệ, Đinh Văn Nhân, 2016. Mức độ suy thoái và giải pháp pcuj hồi một số hệ sinh thái đầm phá ven biển Miền Trung. Nhà xuất bản. Khoa học Tự nhiên và Công nghệ. Hà Nội. 380 tr. ISBN 978-604-913-505-4
Lưu Văn Diệu, Cao Thị Thu Trang, Lê Xuân Sinh, Vũ Thị Lựu, Trần Đức Thạnh, 2016. Sức tải môi trường các thủy vực tiêu biểu ven bờ Việt Nam. Nhà xuất bản. Khoa học và Công nghệ, Hà Nội. 355tr. ISBN 978- 604-913-507-1
Trần Đức Thạnh (chủ biên), Bùi Quang Sản, Nguyễn Văn Cấn, Trần Đình Lân, Nguyễn Văn Quân, Lưu Văn Diệu, Nguyễn Thị Thu, Trần Anh Tú, Nguyễn Thị Kim Anh, 2015. Thiên nhiên và môi trường vùng bờ Hải Phòng. Nhà xuất bản. Khoa học Tự nhiên và Công nghệ. Hà Nội. 310 tr. ISBN 978-604-913-396-1. .
Đỗ Công Thung, Chu Văn Thuộc, Nguyễn Đăng Ngải, Đàm Đức Tiến, Nguyễn Thị Thu, Nguyễn Thị Minh Huyền, Nguyễn Văn Quân, Cao Thị Thu Trang, Lê Thị Thúy, Bùi Văn Vượng, 2014. Đa dạng sinh học và tiềm năng bảo tồn quần đảo Trường Sa. Nhà xuất bản. Khoa học Tự nhiên và Công nghệ Quốc gia, Hà Nội. ISBN 978-604-913-200-1. 213 trang.
Tran Dinh Lan, Luc Hens, Cao Thi Thu Trang and Do Thi Thu Huong, 2014. Environmental Management of Sea Ports in Vietnam. Nhà xuất bản. Publishing house for science and technology, Ha Noi. ISBN 9786049132193. 317 trang.
Viện Tài nguyên và Môi trường biển, 2014. Quy trình điều tra khảo sát Tài nguyên và Môi trường biển. Nhà xuất bản. Khoa học Tự nhiên và Công nghệ Quốc gia, Hà Nội. 214 trang  Lưu trữ ngày 24 tháng 9 năm 2015 tại Wayback Machine.
Nguyễn Văn Tiến, 2013. Nguồn lợi thảm cỏ biển Việt Nam. Nhà xuất bản. Khoa học Tự nhiên và Công nghệ Quốc gia, Hà Nội. ISBN 978-604-913-109-7. 346 trang.
Trần Đức Thạnh, Trần Đình Lân, Nguyễn Thị Minh Huyền, Đinh Văn Huy, Nguyễn Văn Quân, Cao Thị Thu Trang, Trần Anh Tú, 2013. Thiên nhiên và môi trường vùng biển đảo Bạch Long Vĩ. Nhà xuất bản. Khoa học Tự nhiên và Công nghệ Quốc gia, Hà Nội. 275 trang .
Trần Đức Thạnh, Lê Đức An, Nguyễn Hữu Cử, Trần Đình Lân, Nguyễn Văn Quân, Tạ Hòa Phương, 2012. Biển đảo Việt Nam - Tài nguyên vị thế và những kỳ quan Địa chất, sinh thái tiêu biểu. Nhà xuất bản. Khoa học Tự nhiên và Công nghệ, Hà Nội. ISBN 978-604-913-063-2. 324 trang .
Trần Đức Thạnh, Trần Văn Minh, Cao Thị Thu Trang, Vũ Duy Vĩnh, Trần Anh Tú, 2012. Sức tải môi trường Vịnh Hạ Long – Bái Tử Long. Sức tải môi trường Vịnh Hạ Long - Bái Tử Long. Nhà xuất bản. Khoa học Tự nhiên và Công nghệ, Hà Nội. 297 trang .
Tran Duc Thanh, Chapter 20: “National coordination of the JSPS coastal marine science program in Vietnam. P.201 -209. in: Shuhei Nushida, Migual D. Fortes & Nobuyuki Miyazaki (editors), 2011. “Coastal Marine Science in Southeast Asia”. Syntheis report of the Core University Program of the Japan Society for the Promotion of Science: Coastal Marine Science (2001 – 2010). Published by TERRAPUB, Tokyo. Japan. P.2001 – 2012.
Trần Đức Thạnh, Nguyễn Hữu Cử, Đỗ Công Thung, Trần Đình Lân, Đinh Văn Huy, Phạm Hoàng Hải, 2011. Định hướng quản lý tổng hợp vùng bờ biển Bắc Bộ. Nhà xuất bản. Khoa học Tự nhiên và Công nghệ, Hà Nội. 250 trang .
Nguyễn Đức Cự, 2010. Công nghệ xử lý nước bằng hệ thống hoàn lưu khép kín phục vụ sản xuất giống và nuôi trồng hải sản ven bờ Việt Nam. Nhà xuất bản. Khoa học Tự nhiên và Công nghệ, Hà Nội.
Trần Đức Thạnh, Trần Đình Lân, Nguyễn Hữu Cử và Đinh Văn Huy, 2010. Tiến hoá và động lực hệ đầm phá Tam Giang - Cầu Hai. Nhà xuất bản. Khoa học Tự nhiên và Công nghệ, Hà Nội. 225 trang .
Nguyễn Đăng Ngải (chủ biên), Hoàng Thị Hà, Đào Huy Giáp, 2008. San hô Vịnh Hạ Long. Nhà xuất bản. Giáo dục. 74 trang.
Nguyễn Nhật Thi, 2008. Cá biển Việt Nam - Bộ cá vược. Nhà xuất bản. Khoa học và Kỹ thuật Hà Nội. 246 trang.
Nguyễn Văn Tiến, Từ Thị Lan Hương, 2008. Phương pháp nghiên cứu cỏ biển (Seagrass Research Methods). Nhà xuất bản. Khoa học và Kỹ thuật Hà Nội. 102 trang.
Trần Đức Thạnh, Nguyễn Hữu Cử, Đỗ Công Thung, Đặng Ngọc Thanh, 2008. Vũng vịnh ven bờ biển Việt Nam và tiềm năng sử dụng. Nhà xuất bản. Khoa học Tự nhiên và Công nghệ, Hà Nội. 295 trang .
Hội đồng Lịch sử thành phố Hải Phòng, 1990. “Địa Chí Hải Phòng”. Tập 1. Nhà xuất bản. Hải Phòng. 248 trang. Trần Đức Thạnh, Chương hai: địa chất (trang 21 – 37), Nguyễn Thanh Sơn, Trần Đức Thạnh và Đinh Văn Huy: Chương ba: Địa hình - Địa mạo (trang 38 – 52).
Nguyễn Hồng Hải, Nguyễn Trung Hán, Ngô Đăng Lợi, Nguyễn Văn Sơn, Trần Đức Thạnh, Nguyễn Hữu Trí, Trịnh Ngọc Viện, 1989. Địa chí quận Hồng Bàng. Nhà xuất bản. Hải Phòng. 168 trang.
Hoàng Anh Hùng, Nguyễn Ngọc Thao, Ngô Đăng Lợi, Trần Đức Thạnh, Đinh Văn Huy, Trần thị Thu Hà, Trịnh Minh Hiên, Trần Quốc Thành, Nguyễn Lệnh Năng, Phạm Xuân Thanh, Đoàn Thị Thu, 2003. Địa chí Thị xã Đồ Sơn.Nhà xuất bản. Hải Phòng. 282 trang.
Trần Đức Thạnh, Bùi Văn Vượng, Vũ Duy Vĩnh, Dương Thanh Nghị, Nguyễn Văn Quân, Trần Văn Phương, Đoàn Trường Sơn, 2015. Phần thứ nhất: Địa lý, địa chất, thủy văn, thực vật - động vật, dân cư, dân số và lao động. Trong: Đoàn Trường Sơn (chủ biên) “Địa chí Thủy Nguyên”. Nhà xuất bản. Hải Phòng. Tr. 13 - 236.
Đỗ Nam, Nguyễn Việt, Trương Đình Hùng, Hoàng Tấn Liên, Nguyễn Văn Hùng, Phùng Đức Vinh, Hà Học Kanh, Trần Đức Thạnh, Phan Văn Hoà, Nguyễn Doanh Anh, Lê Quang Vinh, 2004. Đặc điểm khí hậu – thủy văn Thừa Thiên Huế. Nhà XB Thuận Hoá, Húe. Tr. 1- 156.
Nguyễn Thanh, Lê Văn Thăng, Hà Học Kanh, Nguyễn Khoa Lạnh, Trương Văn Lới, Bùi Văn Nghĩa, Mai Văn Phô, Võ Văn Phú, Lê Đình Phúc, Lê Xuân Tài, Trần Đức Thạnh, Hoàng Đức Triêm, Nguyễn VIệt, 2005. Địa chí Thừa Thiên Huế. Phần Tự nhiên. Nhà xuất bản. Khoa học Xã hội. 307 trang.
Phùng văn Phách (chủ biên), Nguyễn Trọng Tín, Trần Đức Thạnh, Nguyễn Ngọc, Doãn Đình Lâm, Nguyễn Như Trung, Hoàng Văn Long, Nguyễn Thị Đậu, Đinh Văn Huy, Trần Tuấn Dũng, Vũ Văn Chinh, Nguyễn Thanh Sơn, Nguyễn Trung Thành, Phạm Tuấn Huy, Lê Đức Anh, Nguyễn Quang Minh. 2011. Kiến tạo - Địa động lực và tiềm năng dầu khí của bể trầm tích sông Hồng - Vịnh Bắc Bộ. Nhà xuất bản. Khoa học Tự nhiên và Công nghệ. Hà Nội. 212 trang.
Tran Duc Thanh, TD Lan, PV Luong, 2005. Chapter 12, in: Garris P.G. (ed.):. Eco-politics, foreign policy, and sustainable development. United Nations University Press and Erthscan Publications Ltd. London-Stirling, VA. pp. 183–200. ISBN 92-808-1113-4
Trần Đức Thạnh, 1998. Lịch sử địa chất Vịnh Hạ Long. NXb. Thế giới. Hà Nội. 94 Tr.

## Bằng độc quyền giải pháp hữu ích
Bằng độc quyền giải pháp hữu ích số 1872; cấp theo Quyết định số 68559/QĐ-SHTT ngày 01/10/2018 của Cục Sở hữu trí tuệ, Bộ KH&CN.
Tên sáng chế: Quy trình xác định sức tải của thủy vực ven biển.
Tác giả: Lưu Văn Diệu, Trần Đức Thạnh, Cao Thị Thu Trang, Lê Xuân Sinh.

## Giải thưởng
Nguồn:
- Giải thưởng Nguyễn Bỉnh Khiêm lần thứ hai năm 1996, Giải B cho Đề tài: “Khảo sát môi trường địa chất ven biển Hải Phòng”. Chủ nhiệm: Trần Đức Thạnh.
- Đồng tác giả giải thưởng Nhà nước về công trình "Nghiên cứu đánh giá nguồn lợi thủy sản Việt Nam" năm 2000.
- Giải nhất giải thưởng sáng tạo khoa học và công nghệ Việt Nam (VIFOTEX) năm 2002 cho đề tài "Di giống và trồng rong câu", chủ trì: PGS.TS. Nguyễn Văn Tiến.
- Đồng Giải thưởng Hồ Chí Minh Đợt III, năm 2005. Công trình ATLAS Quốc gia Việt Nam.
- Giải thưởng Cố đô Huế, Giải A năm 2006 cho Cụm công trình: "Điều tra, nghiên cứu hệ đầm phá Tam Giang - Cầu Hai", GS.TS. Trần Đức Thạnh và tập thể khoa học. .
- Giải thưởng thưởng Môi trường Việt Nam, giải cho tập thể Viện năm 2009.
- Giải thưởng KH&CN thành phố Hải Phòng lần II, năm 2009, Giải nhì cho đề án: “Xây dựng khu Dự trữ Sinh quyển Quần đảo Cát Bà”. Chủ nhiệm: Trần Đức Thạnh.
- Đồng Giải thưởng Hồ Chí Minh, Đợt IV, năm 2010. Công trình "Động vật chí Việt Nam và Thực vật chí Việt Nam, Sách Đỏ và Danh lục Đỏ Việt Nam".
- Đồng Giải thưởng Nhà nước năm 2010 - cụm công trình "Khai thác sử dụng hợp lý nguồn tài nguyên thiên nhiên sinh vật Biển Việt Nam nhằm tạo ra các sản phẩm có giá trị phục vụ cuộc sống".
- Bằng Vinh danh của Ban chỉ đạo Tây Nam Bộ thuộc BCH Trung ương Đảng Cộng sản Việt Nam và Ban chỉ đạo diễn đàn Hợp tác kinh tế Đồng bằng sông Cửu Long (MDEC) - Kiên Giang 2010  Lưu trữ ngày 13 tháng 8 năm 2020 tại Wayback Machine.
- Giải thưởng Cố Đô Huế lần thứ hai năm 2011, đồng Giải B cho công trình: “Địa chí Thừa Thiên Huế - Phần Tự nhiên”, GS.TS. Trần Đức Thạnh.
- Giải thưởng thưởng Môi trường Việt Nam năm 2013, giải cho cá nhân GS.TS. Trần Đức Thạnh  Lưu trữ ngày 4 tháng 3 năm 2016 tại Wayback Machine.

## Khen tặng

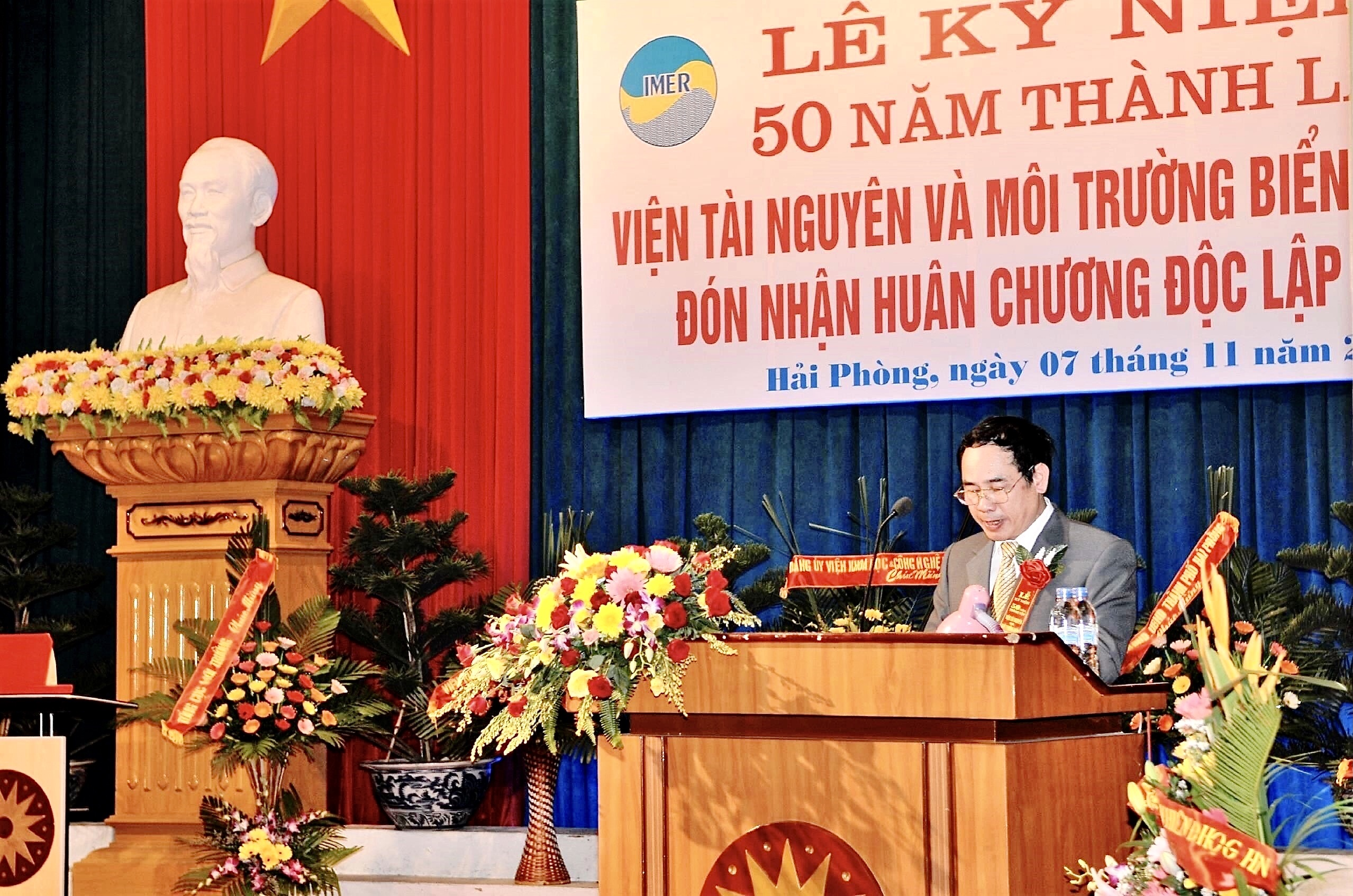
GS.TS. Trần Đức Thạnh, viện trưởng, đọc diễn văn kỷ niệm 50 năm thành lập Viện TNMT biển (1959-2009)

Huân chương Độc lập Hạng ba của Nhà nước Việt Nam cho Viện Tài nguyên và Môi trường biển theo Quyết định số 1126/QĐ-CTN ngày 06 tháng 8 năm 2009 của Chủ tịch nước.
Huân chương Lao động Hạng ba của Nhà nước Việt Nam cho GS.TS. Trần Đức Thạnh, theo Quyết định số 930 /QĐ-CTN ngày 09 tháng 05 năm 2014 của Chủ tịch nước .
Huân chương Lao động Hạng ba của Nhà nước Việt Nam cho GS.TS. Đỗ Công Thung theo Quyết định  số..... năm 2018 của Chủ tịch nước
Kỷ niệm chương chương vì sự nghiệp UNESCO Việt Nam cho GS.TS. Trần Đức Thạnh, theo Quyết định số 10/QĐ-UBQG UNESCO VN ngày 07 tháng 01 năm 2013 của Chủ tịch UNESCO Việt Nam  Lưu trữ ngày 24 tháng 9 năm 2015 tại Wayback Machine.

## Lãnh đạo qua các thời kỳ
| Giai đoạn     | Họ và tên               |
| ------------- | ----------------------- |
| 1959 – 1960   | Ông Ngô Quang Tấn       |
| 1961 – 1976   | Ông Nguyễn Khương       |
| 1976 – 1981   | CN. Trịnh Đức Tâm       |
| 1981 – 1982   | PGS. TS.Trương Ngọc An  |
| 1982 – 1984   | PGS.TSKH. Lê Trọng Phấn |
| 1984 – 1988   | TS. Nguyễn Huy Yết      |
| 1989 – 2000   | PGS.TS. Nguyễn Chu Hồi  |
| 2001 – 2003   | PGS.TS. Nguyễn Văn Tiến |
| 2003 - 2014   | GS.TS. Trần Đức Thạnh   |
| 2014 - 7/2021 | PGS.TS. Trần Đình Lân   |
| 8/2021 - 2026 | PGS.TS. Nguyễn Văn Quân |